# Ambrós
Miguel Ambrosio Zaragoza (Albuixech, Valencia, 31 de agosto de 1913-Barcelona, 30 de septiembre de 1992), conocido como Ambrós, fue un destacado dibujante del tebeo clásico español, célebre sobre todo por la serie de aventuras El Capitán Trueno.

## Biografía

### Primeros trabajos
A instancias de sus padres, estudió Magisterio, llegando a ejercer la docencia hasta el final de la guerra civil española. Entonces, por razones políticas, prefirió abandonarla y ayudar a sus padres en los trabajos del campo.
En 1946 se presentó ante Juan Puerto, fundador de Editorial Valenciana, con un tebeo al estilo de los de El Guerrero del Antifaz realizado por él, lo que le valió la posibilidad de realizar algunas historietas humorísticas para la editorial. Ese mismo año se trasladó a Barcelona, donde comenzó por realizar algunos tebeos para pequeñas editoriales, como los cuadernos de aventuras Dos yanquis en África, para Bergis Mundial, o algunas páginas para el semanario Chispa. 
Su primer trabajo importante, sin embargo, consistió en dibujar la serie El Caballero Fantasma, del guionista Federico Amorós. El personaje estaba inspirado en El Zorro y lo publicaba la editorial Grafidea. En 1951 se dejó de editar la serie, de la que llegaron a publicarse 146 números, pero Ambrós continuó dibujando una nueva serie de aventuras, Chispita, cuyo protagonista era el hijo del Jinete Fantasma.

### El éxito deEl Capitán Trueno(1956-60)
Gracias a las buenas ventas de El Jinete Fantasma, Ambrós pudo buscar donde le pagarán más y se marchó a Bruguera, para la que empezó ilustrando el suplemento de aventuras de Pulgarcito con la serie La nave del tiempo, de la que se publicaron 10 cuadernos. También trabajó como ilustrador de algunos libros de Bruguera, como Los tres mosqueteros.

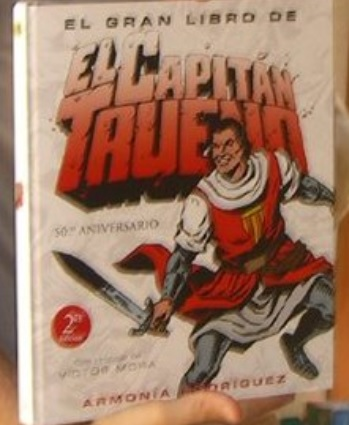
El Capitán Trueno

En 1956 Ambrós recibió el encargo de crear la imagen de El Capitán Trueno a partir de la sinopsis de Víctor Mora. Desde junio de ese año dibujó al personaje, tanto en el cuadernillo de aventuras quincenal como en sus apariciones en la revista Pulgarcito. A partir del n.º 22 el cuadernillo, a causa del éxito de la serie, pasó a tener periodicidad semanal, lo que imponía a Ambrós un ritmo de trabajo frenético. Hasta el número 35 Ambrós ilustró la serie en solitario, pero en el siguiente contó con la ayuda de un entintador, Beaumont, quien colaboró en los números 36, 38-45, 47-168 y 173-175. En las páginas de Pulgarcito El Capitán Trueno se publicaba en las páginas centrales, junto a otras series de aventuras, como El inspector Dan de la patrulla volante, de Eugenio Giner o El capitán Vendaval, de Tony Bernal.
El Capitán Trueno consiguió un éxito sin parangón en la historia de la historieta española, alcanzando una tirada de 350.000 ejemplares por episodio. Sin embargo, este éxito tenía escasa repercusión económica en su dibujante, quien, harto de las imposiciones de la editorial, decidió abandonar la serie tras el número 175.

### El difícil regreso (1960-1971)
En 1960 Ambrós se trasladó a París para tratar de impulsar su carrera como pintor, pero su escasa fortuna hizo que regresara a España en 1964. 
Dado que no quiso continuar dibujando El Capitán Trueno, Bruguera le encargó ilustrar novelas de Rintintín y Tarzán y vidas de santos y de Papas, a pesar de su conocido anticlericalismo. En septiembre de ese mismo año terminó por regresar al personaje, aunque sólo publicó tres aventuras en Trueno Extra, revista semanal que había aparecido en 1960.
En 1965 dejó Bruguera y empezó a trabajar para Editorial Valenciana, en la que hasta 1971 realizó multitud de historietas breves y la serie Héroes del deporte.

### El Corsario de Hierro. Últimos trabajos (1971-1983)
Ya en 1970 Ambrós había regresado a Bruguera para dar vida a otro personaje de Víctor Mora, El Corsario de Hierro, que empezó a publicarse en la revista Mortadelo.
En 1981 Ambrós se retiró del mundo del cómic, al que ya no regresaría nunca más, con una sola excepción: la historia de El Capitán Trueno que dibujó expresamente para la Historia de los Comics (1983) de la Editorial Toutain.
En 1989 recibió el Gran Premio del Salón del Cómic de Barcelona por el conjunto de su obra. Por otra parte, el Ayuntamiento de su pueblo natal, Albuixech, colocó en 1992 una estatua de El Capitán Trueno en la Casa de la Cultura de la localidad.
En 1991 se presentaron en su casa de Barcelona (ciudad donde trabajó 40 años) un nutrido grupo de periodistas acompañados por una banda de música, y le comunicaron que iban a homenajear "al català mes universal del moment". Ambrós, sorprendido, no quiso recibir ese "honor", pese a la insistencia de los periodistas, y les dijo que no podía aceptar el homenaje "perque yo no soc català, sino valencià, i ademés, d`un poble que se diu Albuixech".
Ambrós falleció en Barcelona el día 30 de septiembre de 1992 a los 79 años por un fallo cardíaco y sus cenizas descansan en el cementerio de Albuixech, por su expreso deseo.

## Obra
| Años      | Título                | Guionista                | Tipo               | Publicación | Género          |
| --------- | --------------------- | ------------------------ | ------------------ | ----------- | --------------- |
| 1947-1951 | El Caballero Fantasma | Federico Amorós          | Serial             | Grafidea    | Oeste           |
| 1951-     | Chispita              | Federico Amorós          | Serial             | Grafidea    | Oeste           |
| 1955      | La Nave del tiempo    | José Antonio Vidal Sales | Serial             | Bruguera    | Ciencia ficción |
| 1956      | El Capitán Trueno     | Víctor Mora              | Serial             | Bruguera    | Histórica       |
|           | Héroes del deporte    |                          | Serie de "Jaimito" | Bruguera    | Deportivo       |
| 1970      | El Corsario de Hierro | Víctor Mora              | Serial             | Bruguera    | Histórica       |

## Ideas
A principios de los años 70, cuando se atisbaba ya el boom del llamado cómic adulto, Ambrós tenía una visión negativa de los derroteros por los que iba la historieta patria y defendía la consideración del historietista como la de un trabajador que se debía más a su público que a su posible vocación esteticista.

## Premios
- 1986 Premio Haxtur al " Autor que Amamos" en el Salón Internacional del Cómic del Principado de Asturias Gijón

## Valoración crítica
Para Frattini y Palmer, 

Ambrós fue sobre todo uno de esos escasos magos del movimiento y del dinamismo que, como Jack Kirby, supieron insuflar un poder y una vida especial a todas sus viñetas, además de revelarse como uno de los mejores narradores que ha visto el tebeo español.